# Poicephalus rueppellii
El lorito de Rüppell (Poicephalus rueppellii) es un loro africano de color gris claro y unos 22 cm de longitud endémico de la zona central de Namibia y el sudoeste de Angola.